# Virginia True Boardman
Virginia True Boardman (Fort Davis, 23 mei 1889 – Hollywood, 10 juni 1971) was een Amerikaanse actrice uit het tijdperk van de stomme film.

## Biografie
Boardman werd geboren als Margaret Shields op 23 mei 1889 in Fort Davis (Texas). In 1908 speelde ze bij het Streeter-Bryan-gezelschap.
Ze speelde in meer dan 50 films tussen 1911 en 1936. Hoewel haar carrière sterk begon, slaagde ze er net als veel actrices uit het tijdperk van de stomme film niet in om de overstap naar de geluidsfilm te maken. Halverwege de jaren dertig was haar carrière voorbij.
Op 16 januari 1909 trouwde ze met acteur True Boardman, ze bleven getrouwd tot zijn dood in 1918. Het stel trad samen op in theatergezelschappen en in vaudeville. Ze kregen één kind, True Eames Boardman, die na een korte acteercarrière een lange carrière had als scenarioschrijver voor radio, film en televisie.
Boardman stierf in Hollywood (Californië) op 82-jarige leeftijd aan een hartaanval.